# Club Náutico El Masnou
El Club Náutico El Masnou es un club náutico situado en El Masnou, en la comarca del Maresme, provincia de Barcelona (España). Su sede social se encuentra muy cerca de la estación ferroviaria de Ocata, junto al puerto deportivo El Masnou. Cuenta con escuelas de vela y remo. 

## Historia
Celebró su primera asamblea general el 8 de noviembre de 1965, e inauguró sus sede social el 17 de septiembre de 1967 y su puerto deportivo el 3 de junio de 1975.

## Deportistas
Algunos deportistas destacados del club son Silvia Mas, Jordi Xammar, Natalia Vía-Dufresne, Begoña Vía-Dufresne, Sandra Azón, Mónica Azón, Jordi Lamarca, Guillermo Colomer, Maggie Alonso, Ramón Puigoriol y David Ramón